# Notkrisen
Notkrisen, finska noottikriisi, var en politisk kris i Finland som utlöstes i oktober 1961, efter att Sovjetunionens utrikesminister Andrej Gromyko sände en not till Finlands regering med krav på att omförhandla och förlänga VSB-avtalet. VSB-avtalet hade instiftats 1948, och innebar framför allt att Finland skulle vara en neutral buffertstat i kalla kriget, och avstå från säkerhetspolitiskt samarbete med västmakterna, särskilt USA.
Honkaförbundet hade tidigare under 1961 presenterat Olavi Honka som kandidat i presidentvalet 1962. Sovjetunionens ledning litade på att Kekkonen skulle stå fast vid neutraliteten, och befarade att Honka skulle vara mer tillmötesgående mot väst. Läget mellan väst och Sovjet var spänt, framför allt på grund av den pågående krisen i Berlin. Den 30 oktober, samma dag som Gromyko avsände noten, provsprängde Sovjetunionen tsarbomben, som än idag är det mest kraftfulla kärnvapen som någonsin detonerats.
När noten sändes befann sig president Urho Kekkonen på statsbesök i USA. Kekkonen utlyste den 14 november nyval till Finlands riksdag, och tidigarelade presidentvalet, så att båda val hölls i januari 1962. Honka drog tillbaka sin kandidatur. Efter att Kekkonen mött Sovjetunionens regeringschef Nikita Chrusjtjov i Novosibirsk den 24 november, drog Sovjetunionen tillbaka krav på konsultationer om nya avtal. Kekkonen vann valet med 199 av 300 röster.
Notkrisen är en av de händelser som bidragit till begreppet finlandisering, där en stormakt utövat påtryckningar för att styra ett mindre lands politik.